# Jaguar Mark II
Jaguar Mk II lub Jaguar Mk 2 – model luksusowego, sportowego samochodu osobowego, produkowanego przez firmę Jaguar w latach 1959 – 1968.
W 1959 roku pokazał się model Mark II Jaguara, będący jednak nie nową konstrukcją, lecz modyfikacją modelu Mk I, produkowanego w latach 1955 – 1959. W stosunku do Mk I zmieniono przede wszystkim boczną linię okien. Poza tym zmianie uległy szczegóły stylistyczne, takie jak np. kierunkowskazy. Początkowo do napędu posłużyły silniki R6 serii XK 2.4 i 3.4 o pojemnościach 2483 cm³ (120 KM) i 3442 cm³ (210 KM). W 1962 roku ofertę uzupełniono o model 3.8 z silnikiem o pojemności 3781 cm³ i mocy 220 KM. Wersję z tym motorem, mimo najwyższej ceny i najkrótszego okresu produkcji, sprzedano w większej liczbie egzemplarzy (30153) niż najtańszych 2.4 (29619), acz mniejszej od najpopularniejszego 3.4 (31454).
Na bazie Mark II, w 1964 roku powstał Jaguar S-Type, którego rozwinięciem był Jaguar 420.
Jaguar Mark II jest obecnie najbardziej rozpoznawalnym i najbardziej poszukiwanym przez kolekcjonerów Jaguarem.
Był eksportowany m.in. do USA, gdzie w 1960 roku kosztował 4740 dolarów.